# Хасан (монитор)
«Хасан» — советский монитор проекта 1190, головной корабль серии мониторов типа «Хасан».

## История
Головной корабль проекта 1190 монитор «Лазо» (с 25 сентября 1940 года «Хасан») заложили на заводе № 112 или «Красное Сормово» в Горьком 18 апреля 1936 года. За ним следовали ещё два — «Симбирцев» («Перекоп») и «Серышев» («Сиваш»). Их сборка и достройка осуществлялись в Хабаровске, куда их отправляли секциями по железной дороге. По другим данным заложен 15 июля 1936 года, заводской номер № 233/9671.
Но 2 марта 1938 года Нарком ВМФ утверждает изменения в проект строившихся мониторов. Водоизмещение ещё возросло, а количество башен главного калибра сократили до трех. Вместо четвёртой решили установить спаренную 76-мм зенитную установку 39-К. Теперь стандартное водоизмещение должно было быть 1630 тонн, а полное — 1790  тонн при длине 83 м и осадке 2,85 м. С таким вооружением мониторы пр. 1190 и построили, но их размеры ещё увеличили.
На Дальний Восток перевезён в виде 260 фрагментов и 4 ноября 1939 года перезаложен в Хабаровске на заводе № 368.
Постройка мониторов шла медленно и осложнена переделками, вызванными изменениями состава вооружения и возрастанием веса башен главного калибра. Дело в том, что для этих кораблей решили спроектировать новые башни Б-28. Задание на их разработку выдали ещё в марте 1936 года, но разработка затянулась, и проект утвердили только в декабре 1939 года. Башня Б-28 разрабатывалась параллельно с башней Б-2-ЛМ для эсминцев. Сначала, в декабре 1938 года подготовили эскизный проект башни Б-2-КМ, на 80 % унифицированной с Б-2-ЛМ и планировавшейся для крейсеров и мониторов. Но тогда от них отказались в пользу Б-28. Полигонные испытания опытной башни прошли в марте-апреле 1941 года, и в апреле 41-го начали заводские испытания первых шести серийных башен, из них три доставили на Амур и установили на головном мониторе «Хасан». Поскольку Б-28 изготовлял завод «Большевик», то с началом блокады Ленинграда их производство прекратили и из-за малосерийности нигде не возобновляли. Но «Перекоп» и «Сиваш» уже были на плаву, тогда и реанимировали идею модификации Б-2-ЛМ. В 1943 году завершили разработку башни Б-2-ЛМТ с усиленным бронированием и в 1946 году изготовили шесть башен Б-2-ЛМТ для второго и третьего мониторов проекта 1190.
30 августа 1940 года спущен на воду. 25 сентября 1940 года переименован в «Хасан». 4 ноября 1942 года вступил в строй и был включён в состав Северной Тихоокеанской военной флотилии.
Начало советско-японской войны встретил в Николаевске-на-Амуре. В боевых действиях участия не принимал.
После 1945 года служил учебным кораблём. 12 января 1949 года переклассифицирован в морской монитор, а 8 июля 1951 года — в речной монитор.
7 сентября 1955 года монитор выведен из боевого состава и законсервирован.
23 марта 1960 года корабль разоружён, исключён из состава ВМФ и передан Хабаровскому судостроительному заводу для использования в служебных вспомогательных целях.

## Тактико-технические характеристики (монитор «Хасан», 1944 год)
Водоизмещение, тонн:
- стандартное — 1729
- нормальное — 1818
- полное — 1900

Высота над ватерлинией, м:
- верхняя палуба — 1,3
- палуба бака — 2,6
- палуба юта — 1,2
- ходовой мостик — 8,3
- клотик — 21,3

Скорость хода, узлы/км/ч:
- 15,4 максимальная
- 11,0 экономическая

Дальность плавания, мили/км:
- при скорости 11 узлов (20,4 км/ч) — 5513 (10 200 км)
- при скорости 10 узлов (18,5 км/ч) — 5920 (11 000 км)[2]

## Артустановки главного калибра и их система управления огнём
Ещё в марте 1936 года конструкторскому бюро завода «Большевик» дали задание на разработку 130-мм двухорудийных башен для речных мониторов проектов 1190 (типа «Хасан») и СБ-57 (типа «Шилка»). Разработка затянулась, и рабочий проект установки Б-28 утвердили только в декабре 39 года. В отличие от башни Б-2-ЛМ для лидеров и крейсеров, башня Б-28 не делилась продольной переборкой на два орудийных отсека, кроме того, из-за малой высоты корпуса мониторов, подбашенное отделение оказалось в погребе, что позволило сократить количество перегрузок, а значит и расчет башни. Снарядный погреб был внутри жесткого барабана, зарядный был вне него. Полигонные испытания опытной Б-28 в марте-апреле 41 года, и в апреле начали заводские испытания первых шести серийных Б-28, которые окончили до начала войны. 4 башни отправили в Киев, где они пропали с недостроенными мониторами «Видлица» и «Волочаевск», 3 доставили на Амур и установили на головном мониторе проекта 190. Так как Б-28 изготовлял завод «Большевик», то с началом блокады Ленинграда их производство прекратили и из-за малосерийности не возобновляли. А башни Б-2-ЛМ были нужны для достройки эсминцев проекта 30, заложенных в Молотовске. Поэтому в 42 году заводу № 402 заказали 16 башен Б-2-ЛМ. И хотя план на 43 год сначала сократили до 2 башен, но производство организовать так и не смогли и Б-2-ЛМ начали серийно выпускать после войны. Естественно, к тому времени проще построить 6 несерийных башен с усиленным бронированием, чем организовывать новое производство Б-28. Вот так на однотипных мониторах оказались башни разных образцов.
Приборы управления стрельбой мониторов проекта 1190 «Мол» основывался на центральном автомате стрельбы-4М (ЦАС-4М) с командно-дальномерным постом2-4л-П. КДП2-4л-П — модификация КДП2-4 системы управления стрельбой (СУС) «Мина» и лучше защищен: стенки, крыша и головка ВМЦ-2 — 8 мм, кожуха дальномеров — 2 мм. Конечно КДП с более солидным весом 9,45 т. В отличие от предшественника ЦАС-4, созданного ещё в 29 году для мобилизуемых судов, новый ЦАС-4М работал на переменном токе и имел более высокую точность. Он обеспечивал центральную наводку и предназначен для стрельбы по наблюденным данным. ЦАС не имел самохода, мог работать на дистанциях 0-150 кб (0-27,76 км) при скорости цели до 46 узлов (85,1 км/час). В ПУС входил прибор 99А. Башни Б-28 имели свой автомат стрельбы 1-Б, который и обеспечивал стрельбу по невидимой береговой цели с использованием вспомогательной точки наводки. Такого башенного автомата не имел ни один флот мира. Башни с визирами ВБ-1 и МБ-3. В СУС отсутствовали посты ночной центральной наводки и дистанционного управления боевым прожектором, хотя один 60-см прожектор МПР-э6,0-3 был предусмотрен.